# Yushania maculata
Yushania maculata är en gräsart som beskrevs av Tong Pei Yi. Yushania maculata ingår i släktet yushanior, och familjen gräs. Inga underarter finns listade i Catalogue of Life.